# Пристав
Пристав (рус. становой пристав) је био чиновник среске полиције у Руској Империји. Налазио се на челу стана — среске јединице.
Пристава је до 1862. именовао и разрјешавао губернатор. Кандидате за дужност пристава је предлагало мјесно племство. Пристав је био потчињен среском исправнику (начелнику) и земском суду (од 1862. — среска полицијска управа). Од 1878. приставу су били потчињени полицијски водници. 
Дужност пристава постојала је до Фебруарске револуције 1917. године.